# Sirena (fregata)
La Sirena fu la terza unità della Classe Vigilanza ad entrare in servizio nella Armada veneziana. Inizialmente classificata come fregata grande armata con 40 cannoni, passò poi a vascello di secondo rango dotato di armamento di 56 cannoni. Fu nave di bandiera del contrammiraglio Tommaso Condulmer durante la spedizione contro i pirati barbareschi tunisini condotta dall'ammiraglio Angelo Emo, e poi dallo stesso Condulmier, negli anni tra il 1784 e il 1788.

## Storia
La costruzione della fregata grande Sirena fu autorizzata dal Senato, e la nave venne impostata presso l'Arsenale nel 1774 sotto la direzione del Proto dei Marangoni Domenico Giacomazzi.
L'unità fu varata nel 1778, ed entrò in servizio nell'Armata Grossa il 26 maggio dello stesso anno sotto il comando del Capitano ordinario Francesco Adorno. A partire dal 1783 l'unità venne costantemente impiegata contro i pirati barbareschi inquadrata nella flotta al comando dell'ammiraglio Angelo Emo.
Promosso contrammiraglio nel 1787, Tommaso Condulmer alzò la sua insegna sulla Sirena, ed al comando di una piccola squadra navale formata dalla fregate Pallade (c.v. Leonardo Correr), Sirena e Brillante, dallo sciabecco Cupido, e dalle galeotte Agile, Aletta, Azzardo, Comandante e Tisiffone, tra il 1787 e il 1792 eseguì numerose missioni nelle acque tra la Sardegna, Malta e la Tunisia. Nel 1788 l'armamento della nave fu modificato imbarcando 56 cannoni, 24 da 30 libbre, 24 da 14 e 8 da 12 mentre l'equipaggio venne portato a 400 uomini. Il 3 dicembre 1790 la Sirena ebbe un incidente di navigazione durante l'entrata notturna al porto di Cagliari. A causa del mare grosso la fregata si arenò verso l'imboccatura del ponte della Scaffa e poté essere salvata dopo tre giorni di duri lavori, sbarcando le artiglierie e le relative munizioni. Nel 1798 l'armamento della Sirena fu ulteriormente potenziato, arrivando a 64 cannoni, mentre l'equipaggio salì a 410 uomini, e la nave fu riclassificata come vascello di secondo rango.
Promosso viceammiraglio, il Condulmer trasferì le sue insegna sul vascello da 70 cannoni Vittoria. Venuto a conoscenza della morte di Emo, avvenuta a Malta il 3 marzo 1792, partì immediatamente da Cagliari per questa destinazione, assumendo il comando della Armata Grossa di stanza a Corfù.
La Sirena andò persa per naufragio al largo di Brindisi, durante una tempesta invernale, il 17 dicembre 1794.

### Annotazioni
1. ↑  Giovanni Domenico Giacomazzi era discendente da una famosa famiglia di costruttori che operava presso l'Arsenale da molto tempo.
2. ↑  Secondo l'autore Girolamo Dandolo l'ammiraglio Emo fu quasi certamente avvelenato, e tra i più probabili mandanti dell'assassinio cita proprio il Condulmer, insieme all'aiutante di bandiera dell'ammiraglio Emo, Jacopo Parma, che sarebbe stato l'autore materiale del delitto.

### Fonti
1. 1 2 3 4  http://www.veneziamuseo.it/ARSENAL/schede_arsenal/fregate.htm.
2. 1 2 3 4  Levi 1896, p. 38.
3. 1 2 3  Cau 2011, p. 164.
4. ↑  Cau 2011, p. 165.
5. ↑  Cau 2011, p. 172.
6. ↑  Cau 2011, p. 168.
7. ↑  Cau 2011, p. 175.
8. 1 2  Dandolo 1855, p. 39.